# Spółdzielczy Instytut Badawczy
Spółdzielczy Instytut Badawczy – jednostka badawczo-rozwojowa Centralnego Związku Spółdzielczego istniejąca w latach 1957–2002, mająca na celu prowadzenia prac naukowo-badawczych i rozwojowych z zakresu spółdzielczości oraz opracowywanie i opiniowanie projektów aktów wykonawczych i wytycznych, mających znaczenie dla spółdzielczości.
Powołanie Instytutu pozostawało w związku z ustawą z 1948 r. o Centralnym Związku Spółdzielczym i centralach spółdzielni.

## Zakres działania Instytutu
Spółdzielczy Instytut Badawczy prowadził projektowanie rozwiązań i programów z zakresu spółdzielczości, w tym:
- prowadzenie prac naukowo-badawczych i rozwojowych w zakresie spółdzielczości,
- opracowanie analiz, prognoz i planów dotyczących stanu i kierunków rozwoju ruchu spółdzielczego,
- opracowywanie i opiniowanie projektów aktów wykonawczych i wytycznych dla poszczególnych rodzajów spółdzielczości,
- przygotowanie koncepcji dotyczących funkcjonowania mechanizmów prawnych i organizacyjno-ekonomicznych w spółdzielczości,
- analiza istniejącego stanu i projektowanie rozwiązań programów dla spółdzielczości,
- upowszechnianie wiedzy o spółdzielczości poprzez organizowanie konferencji i spotkań naukowych, popularnonaukowych oraz publikację materiałów szkoleniowych,
- organizacji seminariów i konferencji naukowych i wydawanie publikacji naukowych,
- podejmowanie współpracy międzynarodowej z innymi instytutami badawczymi, organizacjami spółdzielczymi i instytucjami międzynarodowymi.

## Zniesienie Instytutu
Na podstawie rozporządzenia Ministra Rolnictwa i Rozwoju Wsi z 2002 r. w sprawie likwidacji jednostki badawczo-rozwojowej o nazwie „Spółdzielczy Instytut Badawczy” Instytut został zniesiony.